# Dansk Husflidsselskab
Dansk Husflidsselskab (eller blot Dansk Husflid) var en dansk forening for fremme af husflid, stiftet 18. februar 1873 af N.C. Rom og J.A.F. Clauson-Kaas. Selskabet omfattede en lang række lokale husflidsforeninger og udgav medlemsbladet Husflid. Selskabet havde sekretariat i Odense.
I 2004 overgik husflidsforeningernes folkeoplysende arbejde (aftenskoler) til det nyoprettede folkeoplysningsnetværk NETOP, som også omfattede lokalforeninger fra det samtidigt opløste Frit Oplysningsforbund. Dette til trods var Dansk Husflidsselskab frem til 2010 fortsat medlem af Dansk Folkeoplysnings Samråd.
Dronning Margrethe II var protektor for Dansk Husflidsselskab.
I 2014 gik selskabet konkurs.

## Eksterne links
- www.husflid.dk (forhenværende hjemmeside)